# Września
Września (in tedesco Wreschen) è un comune urbano-rurale polacco del distretto di Września, nel voivodato della Grande Polonia.
Ricopre una superficie di 221,84 km² e nel 2004 contava 43 456 abitanti.